# Hounefer
Hounefer est un scribe pendant la XIXe dynastie (fl. c. 1300 avant notre ère). Il est le propriétaire du papyrus d'Hounefer, une copie du livre des morts des Anciens Égyptiens, qui représente l'un des exemples classiques de ces textes, avec d'autres tels que le papyrus d'Ani. 
Hounefer était « scribe des offrandes divines », « surveillant du bétail royal » et intendant du pharaon Séthi Ier.  